# Інтерактивний маркетинг
Інтеракти́вний ма́ркетинг (або онлайн-маркетинг) — форма прямого маркетингу, що здійснюється за допомогою інтерактивних комп'ютерних служб, що надають інформаційні послуги в оперативному режимі за допомогою систем, що забезпечують двосторонній електронний зв'язок між продавцем і покупцем.

## Канали інтерактивного маркетингу
У маркетологів є чотири можливих варіанти залучити до використання інтерактивного маркетингу:
1. Створення електронного магазину (для цього можна купити "місце" в будь-якій комерційній оперативно-інформаційній службі або відкрити свій власний Web-вузол, які забезпечують інтерактивний зв'язок товаровиробника зі споживачами).
2. Розміщення реклами в Інтернет у спеціальних розділах, що надаються основними комерційними оперативно-інформаційними службами; у певних групах новин Інтернет, що створюються спеціально для комерційних цілей.
3. Участь у форумах, групах новин і дошках оголошень.

## Проблеми інтерактивного маркетингу
1. Обмеженість доступу покупців та обсягу купівель.
2. Деяка однобічність демографічної та психологічної інформації про споживачів.
3. Хаотичність та інформаційне перевантаження.
4. Безпека.
5. Етичні міркування.

### Проблеми конфіденційності
Збір інформації про користувачів видавцями та рекламодавцями викликав занепокоєння споживачів щодо їх конфіденційності. Шістдесят відсотків користувачів Інтернету опитали, що вони б використовували технологію "Не відстежувати", щоб заблокувати весь збір інформації, якщо їм буде надана така можливість. За даними Gallup, більше половини всіх користувачів Google та Facebook стурбовані своєю конфіденційністю під час використання Google та Facebook.
Багато споживачів мають застереження щодо поведінкового націлювання в Інтернеті. Відстежуючи онлайн -активність користувачів, рекламодавці можуть досить добре розуміти споживачів. Рекламодавці часто використовують такі технології, як веб -помилки та файли cookie для відновлення, щоб максимізувати свої можливості відстежувати споживачів. За даними опитування 2011 року, проведеного компанією Harris Interactive, більше половини користувачів Інтернету мали негативне враження від поведінкової реклами в Інтернеті, а сорок відсотків побоювалися, що їхня особиста інформація була передана рекламодавцям без їхньої згоди. Споживачів можуть особливо турбувати рекламодавці, націлені на них на основі конфіденційної інформації, такої як фінансовий стан чи стан здоров’я. Крім того, деякі рекламодавці приєднують MAC -адресу пристроїв користувачів до своїх "демографічних профілів", щоб їх можна було націлювати (незалежно від точності профілю), навіть якщо користувач очищає свої файли cookie та історію перегляду.